# Bahía Lapataia
Bahía Lapataia är en vik i Argentina.   Den ligger i provinsen Eldslandet, i den södra delen av landet, 2 400 kilometer söder om huvudstaden Buenos Aires.